# روبين كيويستا
روبين كيويستا (بالإسبانية: Rubén Cuesta)‏ هو لاعب كرة قدم إسباني، ولد في 11 سبتمبر 1981 في قرطبة في إسبانيا. لعب مع أتلتيكو مدريد ب وإيسيخا بالومبيي ونادي سمورة ونادي غوادالاخارا ونادي قرطبة.

## وصلات خارجية
- روبين كيويستا على موقع قاعدة بيانات كرة القدم.إي يو (الإنجليزية)
- روبين كيويستا على موقع Soccerway.com (الإنجليزية)
- روبين كيويستا على موقع AS.com (الإسبانية)